# Joe Binion
Joe Binion (Rochester, 26 marzo 1961) è un ex cestista statunitense, professionista nella NBA, in Israele e in Italia.

## Carriera
È stato selezionato dai San Antonio Spurs al terzo giro del Draft NBA 1984 (57ª scelta assoluta).

## Palmarès

### Squadra
- Campionato italiano: 1

Virtus Bologna: 1994-95

### Individuale
- CBA Most Valuable Player (1987)
- All-CBA First Team (1987)
- Miglior rimbalzista CBA (1987)